# ResearchChannel
A ResearchChannel felsőoktatási intézmények, kormányzati szervek, cégek, alapítványok és más szervek által működtetett oktatási tematikájú TV-csatorna volt 1996 és 2010 között.
A csatorna a Dish Network műholdas adása mellett kábelhálózaton is elérhető volt. Az adó székhelye a Washingtoni Egyetem Kane épületében volt.

## Története
A korábban a Research TV nevet viselő csatorna 1996-ban alakult több egyetem közreműködésével; az intézmények az adón saját kutatásaik és fejlesztéseik eredményeit mutatták be, emellett a működési költségeket is finanszírozták. Kezdetben a Google lehetővé tette az adások ingyenes letöltését, a Microsoft pedig a nagy felbontású közvetítést.
A csatorna 2010. augusztus 31-én szűnt meg.

## Közreműködők
A csatorna az Amerikai Meteorológiai Társaság, a Yale Egyetem, a Microsoft, az IBM és más szervezetek közreműködésével üzemelt.

## Fordítás
- Ez a szócikk részben vagy egészben  a   ResearchChannel című angol Wikipédia-szócikk ezen változatának fordításán alapul.  Az eredeti cikk szerkesztőit annak laptörténete sorolja fel. Ez a jelzés csupán a megfogalmazás eredetét és a szerzői jogokat jelzi, nem szolgál a cikkben szereplő információk forrásmegjelöléseként.